# Thomas de Beaumont, 6. Earl of Warwick

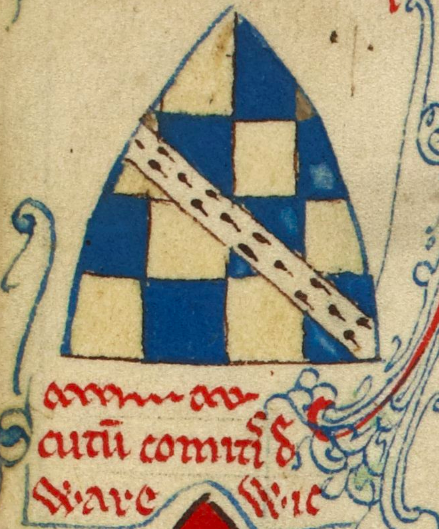
Wappen von Thomas de Beaumont

Thomas de Beaumont, 6. Earl of Warwick (auch Thomas de Newburgh) (* nach 1205; † 26. Juni 1242) war ein englischer Magnat.
Thomas de Beaumont entstammte der anglonormannischen Familie Beaumont. Er war der älteste Sohn von Henry de Beaumont, 5. Earl of Warwick und dessen ersten Ehefrau Margery de Oilly. Nach dem Tod seines Vaters 1229 erbte er dessen Besitzungen sowie den Titel Earl of Warwick. Mit seiner Stiefmutter Philippa, der zweiten Frau seines Vaters, sowie mit deren zweiten Ehemann Richard Siward führte er, nachdem er volljährig geworden war, einen erbitterten Streit über ihr Wittum, da sie als Witwe lebenslangen Anspruch auf ein Drittel der Güter ihres verstorbenen Mannes hatte.
Beaumont heiratete Ela Longespée († 1298), eine Tochter von William Longespée, 3. Earl of Salisbury und von dessen Frau Ela of Salisbury. Als er 1242 kinderlos starb, erbte seine Schwester Margery den Titel Countess of Warwick sowie seine Besitzungen. Seine Witwe heiratete 1254 oder 1255 in zweiter Ehe Philip Basset, einen Cousin seiner Stiefmutter.